# Державний кордон. За порогом перемоги
«Державний кордон. За порогом перемоги» — радянський телевізійний художній фільм поставлений на кіностудії «Білорусьфільм» у 1987 році режисером Борисом Степановим . Шостий фільм радянського телевізійного серіалу «Державний кордон» (1980—1988). Прем'єра фільму в СРСР відбулася 27 травня 1987 року.

## Сюжет
1946 рік, Українська РСР. Перемогою Червоної армії і радянського народу закінчилася Німецько-радянська війна, але в лісах прикордонної зони радянсько-польського державного кордону ще ховаються загони Організації українських націоналістів. Прикордонникам дали завдання заслати туди свою людину. Радянське командування доручає це завдання капітану Ольховику, за допомогою якого належить розгромити ці загони, виявити можливі списки «агентури Третього рейху» і затримати «американського розвідника»…

## Ролі виконують

### У головних ролях
- Сергій Парфьонов —  Андрій Ольховик, капітан прикордонних військ
- Дмитро Матвєєв —  Ілля Сушенцов, майор прикордонних військ, начальник прикордонного загону
- Лідія Вележева —  Христина
- Олександр Биструшкін —  Микола Богданович Данилюк
- Тимофій Співак —  Клим Рогозний, крайовий провідник УПА
- В'ячеслав Солодилов —  Гук, начальник СБ УПА

### У ролях
- Наталія Сумська —  Мариля
- Костянтин Степанков —  Опанас Іванович Тарасюк, батько Христини і Марилі
- Віра Сотникова —  Ірина, дружина Сушенцова
- Геннадій Корольков —  Юрій Миколайович Свиридов, генерал-майор, начальник Західного прикордонного округу СРСР
- Богдан Козак —  Осадчий
- Віктор Мірошниченко —  Калюжний
- Анатолій Гур'єв —  Захарін
- Семен Морозов —  Левада, старшина
- Євген Пашин —  Ковальов
- Януш Юхницький —  Раєвський, польський полковник
- Олег Драч —  Аджеєвський
- Юрій Мисенков —  Дуглич
- Петро Ластівка —  Заболотний
- Віталій Зікора —  Мьортон
- Павло Кльонов —  священик
- Володимир Кисіль —  Паша

### У епізодах
- Борислав Брондуков —  селянин, що підвозив Христину
- Дмитро Наливайчук —  прикордонник
- Дмитро Вітченко —  стенографіст
- Богдан Кох — епізод
- Сергій Кустов — епізод
- Валерій Круглик — епізод
- Микола Молошенко — епізод
- Василь Єременко — епізод
- Йозеф Чорний — епізод
- Микола Смирнов — епізод
- Михайло Конєчний — епізод
- Стефан Мерцало — епізод
- Борис Триус — епізод
- Сергій Каторженко — епізод
- Емілія Бернадська — епізод
- Роман Кочмар — епізод
- Катерина Зуєва — епізод
- Євген Глікман — епізод
- Володимир Самойлов — текст від автора

## Знімальна група
- Автор сценарію —  Олег Смирнов
- Режисер-постановник —  Борис Степанов
- Оператор-постановник —  Ігор Ремішевський
- Художник-постановник —  В'ячеслав Кубарєв
- Композитори —  Едуард Хагогортян,  Леонід Захлєвний
- Звукооператор —  Сергій Бубенко